# Piano (1993.)
Piano (eng. The Piano) je drama iz 1993. godine o nijemoj pijanistici i njezinoj kćerki čija se radnja odvija tijekom 19. stoljeća na kišnoj i blatnoj zapadnoj obali Novog Zelanda. Film je napisala i režirala Jane Campion, a glavne uloge u njemu su ostvarili Holly Hunter, Harvey Keitel, Sam Neill i Anna Paquin. Glazbu za film napisao je Michael Nyman, a njegov soundtrack postao je veliki hit. Glumica Hunter sama je svirala glasovir u filmu te također naučila malu Paquin jeziku znakova. Sam film bio je međunarodna koprodukcija Australskog producenta Jana Chapmana s francuskom kompanijom Ciby 2000.
Film Piano bio je komercijalni i kritički uspjeh, zaradivši preko 40 milijuna dolara (budžet je iznosio 7 milijuna dolara). Holly Hunter i Anna Paquin izrazito su hvaljene za svoje glumačke performanse kao Ada McGrath i Flora McGrath. Na 66. dodjeli prestižne filmske nagrade Oscar film je osvojio tri nagrade: za najbolju glavnu glumicu (Hunter), najbolju sporednu glumicu (Paquin) i najbolji originalni scenarij (Campion). Paquin, koja je u to vrijeme imala 11 godina, postala je druga najmlađa dobitnica Oscara ikada, odmah poslije Tatum O'Neal koja je također osvojila nagradu u kategoriji sporedne glumice 1973. godine za film Mjesec od papira u dobi od 10 godina. 

## Radnja
Film Piano priča je o nijemoj ženi iz Škotske, Adi McGrath (Holly Hunter) čiji je otac šalje na zapadnu obalu Novog Zelanda zbog unaprijed dogovorenog braka s Alistairom Stewartom (Sam Neill). Ona na obalu dolazi zajedno sa svojom malom kćerkom Florom McGrath (Anna Paquin). Još od šeste godine života Ada nije prozborila niti riječ, a svoje misli i osjećaje izražava svirajući glasovir te kroz jezik znakova koji njezina kćerka interpretira drugima. Kasnije saznajemo da je Flora nastala iz veze koju je Ada imala s učiteljem za kojeg je vjerovala da može kontrolirati njezin um tako je prisiljavajući da ga voli, ali koji se kasnije "uplašio i prestao slušati" te je ostavio.
Ada, Flora i njihove stvari skupa s glasovirom ostavljene su na obali Novog Zelanda unatoč njezinom protivljenju. Kako ih nitko nema dočekati, njih dvije same prenoće na obali u malom šatoru. Sljedećeg dana dolazi Alistair s Maurima i svojim prijateljem Bainesom (Harvey Keitel), umirovljenim mornarom koji je prihvatio mnoge Maurske običaje uključujući i tetoviranje lica te socijalizaciju s domorocima umjesto sa svojom vlastitom rasom (osim Alistairom). Budući nema dovoljno ljudi da uzmu sve stvari, Alistair im naredi da ostave glasovir na plaži unatoč žestokom protivljenju Ade.
Alistair je sramežljiv i nesiguran muškarac kojeg u šali Mauri zovu "ostrarjelim čovjekom kojem su se osušila jaja". On govori Adi da u njegovoj maloj kući nema mjesta za glasovir. Za uzvrat, Ada se ne želi s njim sprijateljiti i nastavlja svoje pokušaje da dođe do glasovira. U nemogućnosti komuniciranja s Alistairom ona sa svojom kćerkom ode do Bainesa kojeg zamoli da joj vrati klavir. On se složi i njih troje provedu dan na plaži - ona svira, on sluša, a mala djevojčica pleše. Iako je prihvatio mnoge Maurske običaje, Baines odbija imati bilo kakve seksualne odnose s njihovim ženama. Međutim, očito je da ga Ada snažno privlači upravo zbog njezine ljubavi prema glazbi. Naposljetku, Baines donese instrument u svoju kuću te predloži Alistairu da će mu dati nešto posjeda koji Alistair želi u zamjenu za to da ga Ada uči svirati. Alistair pristane niti ne pomišljajući na očitu privlačnost koju Ada i Baines osjećaju jedno prema drugome. Ada je iznenađena nakon što otkrije da je Baines uskladio tipke na glasoviru nakon teškog putovanja s obale do njegove kuće. On joj kaže da želi slušati kako ona svira, a ne učiti svirati, te joj ponudi da može otkupiti glasovir natrag - tipku po tipku - ako mu ona dopusti da "joj radi stvari koje mu se sviđaju" dok ona svira. Ada nevoljko pristaje, budući ju Baines privlači. U isto vrijeme, premda se već nalaze u braku, Ada i Alistair još uvijek nisu imali nikakvih seksualnih niti bilo kakvih drugih prijateljskih odnosa.
Bainesa seksualno uzbuđuje Adino sviranje klavira do te mjere da joj otvoreno prilazi. Naposljetku, ona jednog popodneva posustaje pod vlastitom požudom te njih dvoje završe u krevetu. Alistair napokon započne sumnjati u ljubavnu vezu i nakon što iz otkrije zajedno Adu i njezinu kćerku zatvara u kuću te na prozore i vrata zakuje daske. Nakon toga Ada započne izbjegavati Bainesa i pretvara se da nešto osjeća prema Alistairu; nježna je prema njemu, ali njega to još više frustrira, jer u trenutku kad je on želi dirati ona se povlači i ne dopušta mu. Prije nego što se Alistair zaputi na novo putovanje on zapita Adu hoće li otići Bainesu i nakon što mu ona negativno odgovori, on joj kaže da joj vjeruje. 
Uskoro potom Ada šalje svoju kćerku s paketom za Bainesa u kojem se nalazi jedna tipka glasovira na kojoj je izrazila ljubav prema njemu: "Dragi George, uvijek ćeš imati moje srce, Ada McGrath". Flora, koja je u međuvremenu prihvatila Alistaira kao svog novog "tatu" i koja je ljuta zbog majčine nevjere, odnosi paket Alistairu. Nakon što pročita poruku, Alistair bijesan dolazi kući i u napadu ljubomore sjekirom odsiječe Adin kažiprst kako bi je spriječio da dalje svira klavir. Nakon toga šalje Floru da posjeti Bainesa i odnese mu odrezani prst uz poruku da će joj, ako je još jedanput pokuša vidjeti, odsjeći još prstiju. Nakon što se Ada oporavi od ozljede, Alistair nju i Floru skupa s Bainesom šalje na putovanje te prekida njihov brak. Oni odlaze s iste one obale na koju su njih dvije došle na početku filma. Dok se voze u čamcu s prtljagom i velikim glasovirom, Ada smatra da je klavir uništen i budući ga više ne može svirati zahtijeva od Bainesa da ga baci u more. On to i učini, a ona namjerno stavlja stopalo u špagu kojom je glasovir spojen te ju on povlači u more za sobom. Dok tone s glasovirom ipak se predomišlja te se oslobađa i vraća se na površinu gdje je Mauri odnose natrag do čamca.
U epilogu opisuje svoj novi život s Bainesom i Florom u gradu Nelson gdje je započela davati instrukcije iz sviranja u njihovom domu, a kažiprst je zamijenjen sa srebrnim umjetnim prstom. Govori da ponekad zamišlja svoj glasovir na dnu mora u svom grobu te samu sebe kako lebdi iznad njega što je "uspavljuje". Ada je također započela uzimati lekcije iz govora kako bi ponovno naučila pričati. Film završava citatom iz pjesme Silence autora Thomasa Hooda s kojim je i počeo.

## Glumačka postava
- Holly Hunter kao Ada McGrath
- Harvey Keitel kao George Baines
- Anna Paquin kao Flora McGrath
- Sam Neill kao Alistair Stewart
- Kerry Walker kao Aunt Morag
- Genevieve Lemon kao Nessie
- Tungia Baker kao Hira
- Ian Mune kao Velečasni
- Peter Dennett kao glavni mornar
- Cliff Curtis kao Mana
- George Boyle kao Adin otac/Florin djed

## Produkcija
Odabiranje uloge za lik Ade bio je težak proces. Prvi izbor redateljice Campion bila je Sigourney Weaver, ali je ona odbila ulogu, jer je u to vrijeme napravila pauzu u svojoj karijeri. Jennifer Jason Leigh također je razmatrana za ulogu, ali ona se nije mogla sastati s Campion kako bi čitala scenarij zbog obveza snimanja filma Rush. Isabelle Huppert srela se s Jane Campion i fotografirala kao lik Ade te kasnije izjavila da joj je žao što se za ulogu nije više borila kao što je to učinila Hunter.
Odabiranje uloge za lik Flore započelo je nakon što je Hunter već dobila svoju ulogu. Napravljena je serija otvorenih audicija za djevojčice u dobi od 9 do 13 godina, a fokus je bio na onima za koje se smatralo da su dovoljno male da budu Adina kćerka (budući je glumica Hunter izrazito niska).).
Alistair Fox izjavio je da je na film Piano snažno utjecala knjiga The Story of a New Zealand River autorice Jane Mander.

## Kritike
Film Piano osvojio je Zlatnu palmu za najbolji film godine (zapravo ju je podijelio s filmom Zbogom moja konkubino redatelja Chena Kaigea), a Holly Hunter proglašena je najboljom glumicom. Godine 1994. na 66. dodjeli prestižne filmske nagrade Oscar film je pobijedio u tri kategorije i to za najbolju glavnu glumicu (Holly Hunter), sporednu glumicu (Anna Paquin) te najbolji originalni scenarij (Jane Campion). Anna Paquin postala je druga najmlađa glumica u povijesti koja je osvojila Oscara, odmah nakon Tatum O'Neal. Holly Hunter je postala treća glumica - uz Marlee Matlin (Djeca manjeg Boga) i Jane Wyman (Johnny Belinda) - koja je osvojila nagradu Oscar za glavnu glumicu u eri zvučnog filma za ulogu koja nema dijaloga (njezin glas čujemo nakratko u filmu u par scena). Film je svoju američku premijeru imao tijekom međunarodnog filmskog festivala na Havajima. 
Kritičari su filmu bili izrazito naklonjeni. Roger Ebert je napisao: "Film Piano je čudnovat i fascinantan kao i bilo koji drugi film koji sam gledao. To je jedan od onih rijetkih filmova u kojem nije važna isključivo priča ili likovi, već cijeli univerzum osjećaja." Hal Hinson iz Washington Posta napisao je da se radi o "snažnom, fantastičnom i prelijepom filmu." Na popularnoj Internet stranici Rotten Tomatoes film Piano ima 90% pozitivnih ocjena.

## Nominacije i nagrade

### Oscar
Film Piano nominiran je u osam kategorija za prestižnu filmsku nagradu Oscar, a osvojio je tri:
- Najbolja glavna glumica - Holly Hunter
- Najbolja sporedna glumica - Anna Paquin
- Najbolji originalni scenarij - Jane Campion
- Najbolji film - Jan Chapman
- Najbolja režija - Jane Campion
- Najbolja kamera - Stuart Dryburgh
- Najbolja montaža - Veronika Jenet
- Najbolja kostimografija - Janet Patterson

### Zlatni globus
Film Piano nominiran je u šest kategorija za nagradu Zlatni globus, a osvojio je jednu:
- Najbolja glumica (drama) - Holly Hunter
- Najbolji film (drama)
- Najbolja režija - Jane Campion
- Najbolja sporedna glumica - Anna Paquin
- Najbolji scenarij - Jane Campion
- Najbolja originalna glazba - Michael Nyman

### BAFTA
Film Piano nominiran je u deset kategorija za britansku nagradu BAFTA, a osvojio je tri:
- Najbolja glumica - Holly Hunter
- Najbolja kostimografija - Janet Patterson
- Najbolja scenografija - Andrew McAlpine
- Najbolji film - Jan Chapman i Jane Campion
- Nagrada David Lean za najbolju režiju - Jane Campion
- Najbolji originalni scenarij - Jane Campion
- Najbolja montaža - Veronika Jenet
- Najbolja kamera - Stuart Dryburgh
- Najbolja glazba - Michael Nyman
- Najbolji zvuk - Lee Smith, Tony Johnson i Gethin Creagh

## Glazba iz filma
Glazbu za film napisao je Michael Nyman, a sadržava i popularnu melodiju The Heart Asks Pleasure First. Dodatne skladbe su Big My Secret, The Mood That Passes Through You, Silver Fingered Fling, Deep Sleep Playing i The Attraction of the Peddling Ankle. Službeni soundtrack nalazi se na listi 100 najboljih soundtrackova svih vremena, a Nymanov rad proglašen je najbitnijim glasom filma koji ima nijem glavni lik (Entertainment Weekly, 12. listopada 2001.).

## Vanjske poveznice
- Piano u internetskoj bazi filmova IMDb-a
- Piano na Box Office Mojo
- Piano na Rotten Tomatoes
- Kritika Rogera Eberta  Arhivirana inačica izvorne stranice od 10. rujna 2012. (Wayback Machine)
- Scenarij za film Piano